# Барпета (округ)

Округа Ассама (7 — Барпета)

Барпета (ассам. বৰপেটা জিলা; англ. Barpeta) — округ в индийском штате Ассам. Административный центр — город Барпета. Площадь округа — 3245 км². По данным всеиндийской переписи 2001 года население округа составляло 1 647 201 человек. Уровень грамотности взрослого населения составлял 56,2 %, что немного ниже среднеиндийского уровня (59,5 %). Доля городского населения составляла 7,7 %.
Занимает территорию дуаров к северу от Брахмапутры.
7 декабря 2003 года в результате соглашения с ассамским сопротивлением Бодоланда было образовано Территориальное Объединение Бодоланд в составе штата Ассам, в которое также вошёл новообразованный округ Бакса, в который были включены северные районы округа Барпета.
После образования Бодоланда округ перестал граничить с Бутаном.